# Джулио Качини
Вижте пояснителната страница за други личности с името Качини.
Джулио Качини (на италиански: Giulio Caccini) е италиански композитор, преподавател, певец, инструменталист и писател от периода на късния Ренесанс и ранния барок. Считан е за един от основоположниците на оперния жанр и един от композиторите, които прокарват течението барок. Баща е на Франческа Качини, също композитор, и на Сетима Качини – певица.

## Музика
Надграждайки ренесансовия стил Качини прокарва много иновации. Той се опитва да създава директни музикални начини на изразяване използвайки лесноразбираем мелодичен говор, който по-късно се трансформира в използвания и в по-късните оперни композиции речитатив.
Неговите най-влиятелни и значими творби са сборниците му с мадригали и песни за един глас и басо континуо. Издадени са през 1601 и носят името „Le nuove musiche“ (на български: Новата музика). Произведенията са изключително лесни за разчитане – Качини прави това с цел точното изпълнения на монодиите. Включени са много примери за орнаментация, които могат да бъдат интерпретирани по много различни начини според индивидуалното усещане за емоциите на певеца, който изпълнява произведението. Най-известното му и изпълнявано произведение днес е „Аве Мария“.

## Творби
- Euridice, опера (1600)
- Dafne, опера (1598)
- Le nuove musiche, мадригали и арии за глас и basso continuo (1601)
- Il Rapimento di Cefalo, интермецо за глас и basso continuo (1601)